# Stygobromus stellmacki
Stygobromus stellmacki é uma espécie de crustáceo da família Crangonyctidae.
É endémica dos Estados Unidos da América.